# 奧澤爾采 (基韋爾齊區)
50°49′10″N 25°21′12″E / 50.81944°N 25.35333°E
奧澤爾采（烏克蘭語：Озерце），是烏克蘭的村落，位於該國西部沃倫州，由盧茨克區負責管轄，始建於1807年，面積1.17平方公里，海拔高度188米，2001年人口416，人口密度每平方公里356.78人。